# 梁錫璵
梁錫璵，字確軒，山西省汾州府介休縣（今山西省介休）人，清朝政治人物。
雍正二年（1724年）中舉人，乾隆十六年（1751年），特恩保舉經學。授司業，與吳鼎同食俸辦事。乾隆十七年，入上书房，累遷詹事府少詹事。大考降左庶子，擢国子监祭酒。